# 聖地牙哥·卡拉特拉瓦
聖地牙哥·卡拉特拉瓦·瓦爾斯（西班牙語：Santiago Calatrava Valls，1951年7月28日—），西班牙建築師、雕刻家，人稱「建築詩人」，其设计多用「肋骨」型結構。工作室位於瑞士蘇黎世、紐約與巴黎等地。先後在瓦伦西亚理工大学和蘇黎世聯邦理工學院就讀。

## 作品

### 已完工
- 1996年， 德国柏林奧伯鮑姆橋
- 1998年， 西班牙瓦倫西亞藝術科學城
- 1992年， 西班牙塞维利亚阿拉米略橋
- 2000年， 西班牙毕尔巴鄂毕尔巴鄂机场
- 2009年， 比利时列日列日線車站
- 2005年， 瑞典马尔默HSB旋轉中心
- 2013年， 義大利雷焦艾米利亞雷焦艾米利亞梅迪歐帕達納車站
- 2016年， 美国紐約世界貿易中心車站

### 規劃或興建中
- 2021年， 阿联酋杜拜杜拜灣塔
- 2024年， 臺灣桃園遠東國際會議中心

## 图片

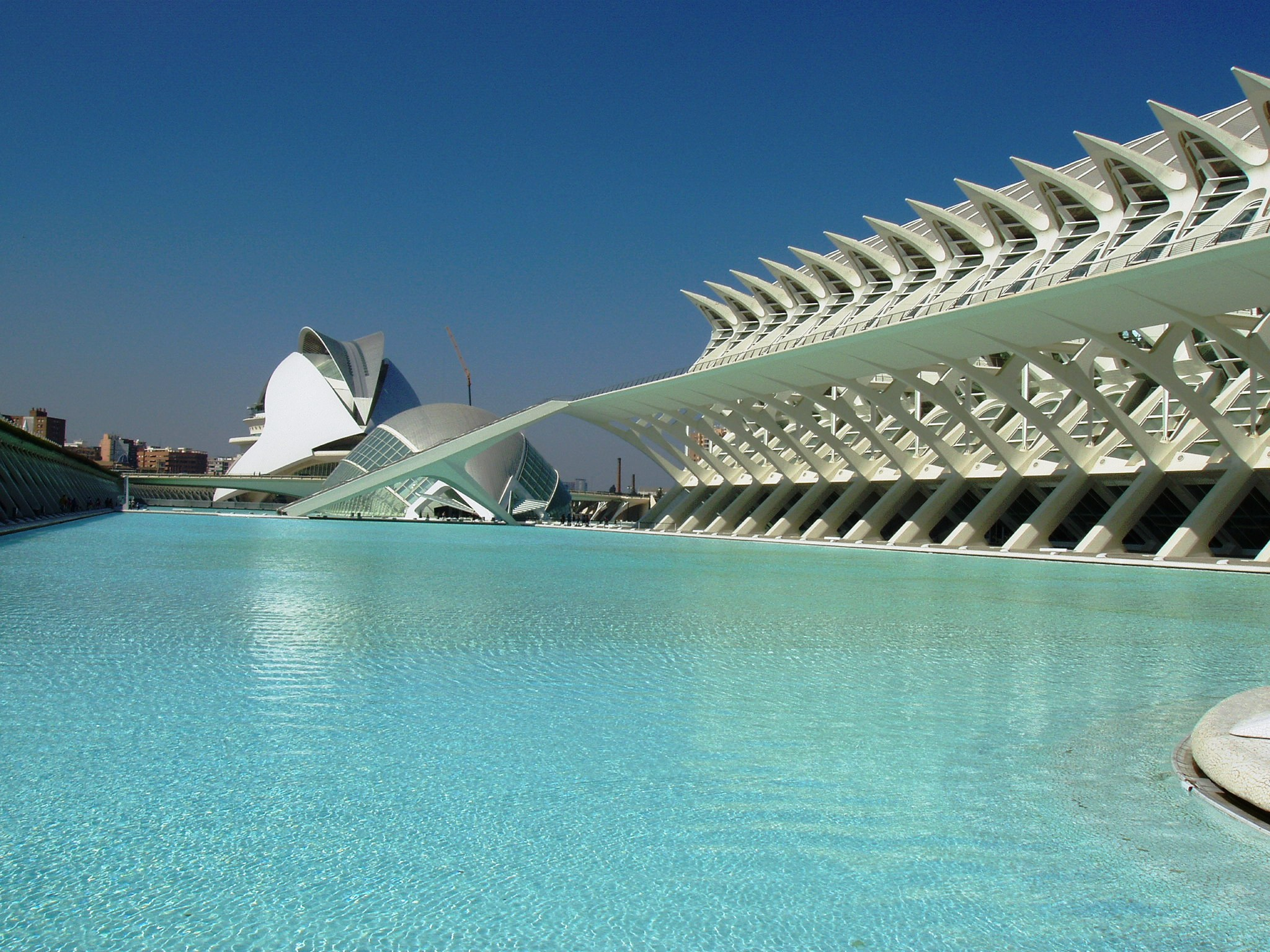
西班牙瓦伦西亚艺术科学城
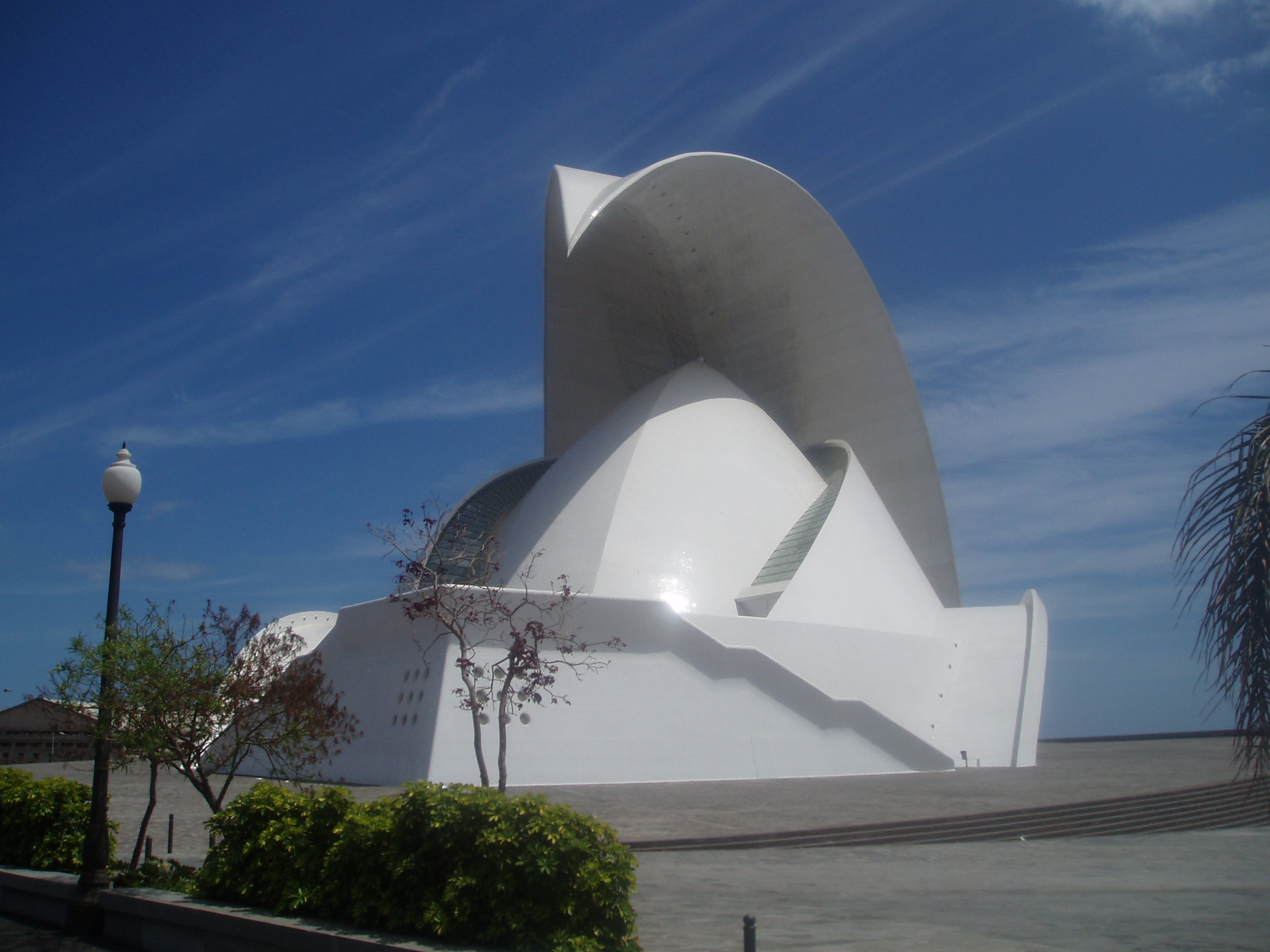
特内里费礼堂 (Auditorio de Tenerife)， 圣克鲁斯-德特内里费
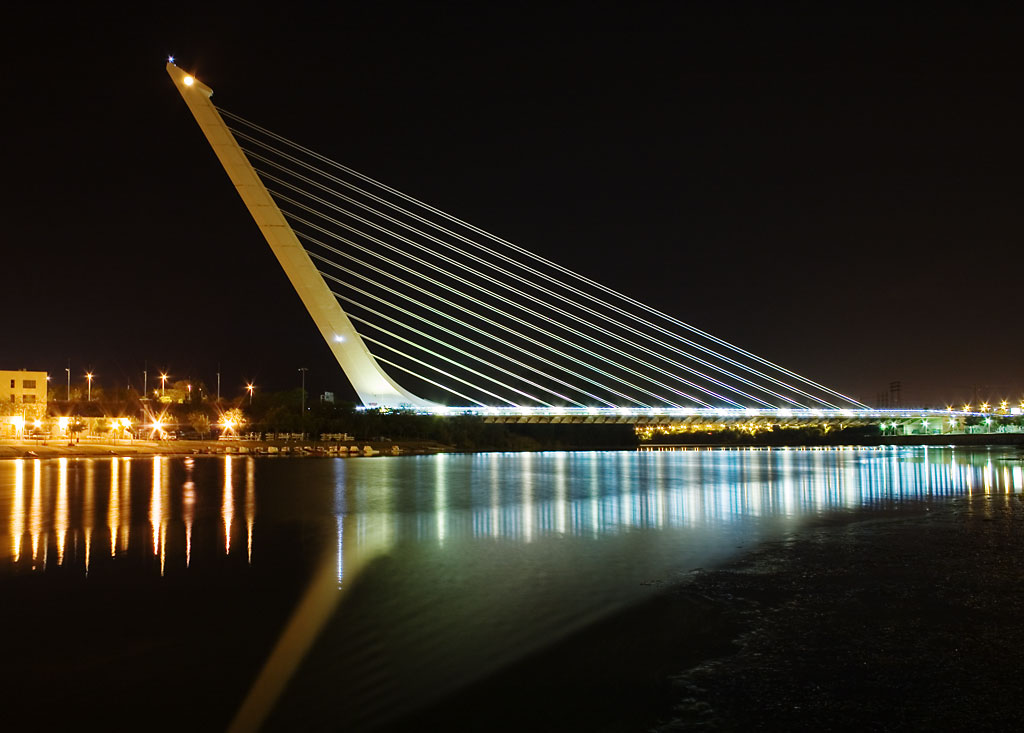
阿拉米略橋（Puente del Alamillo）的夜景，位於西班牙塞維亞
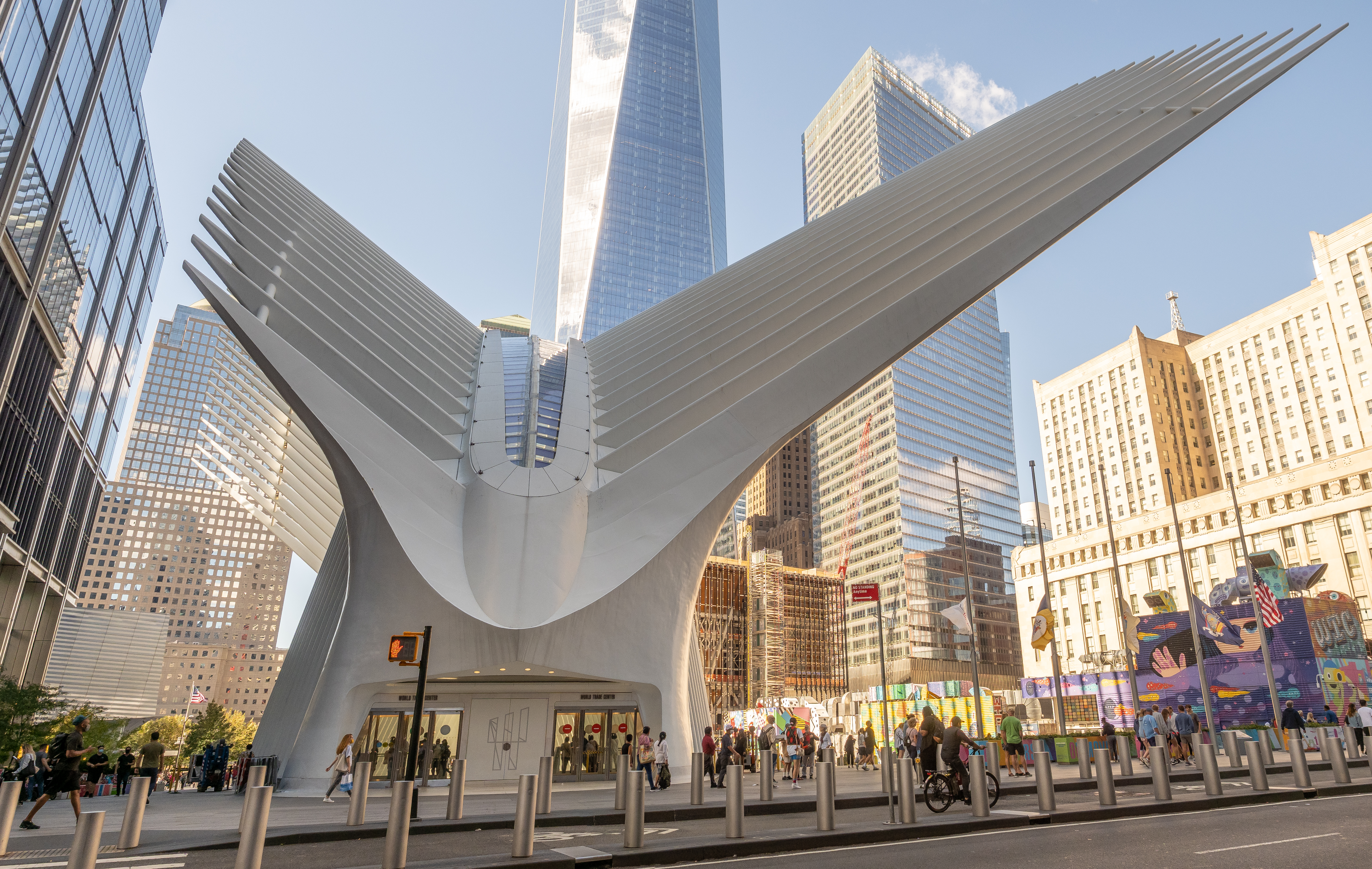
美国纽约世界貿易中心車站
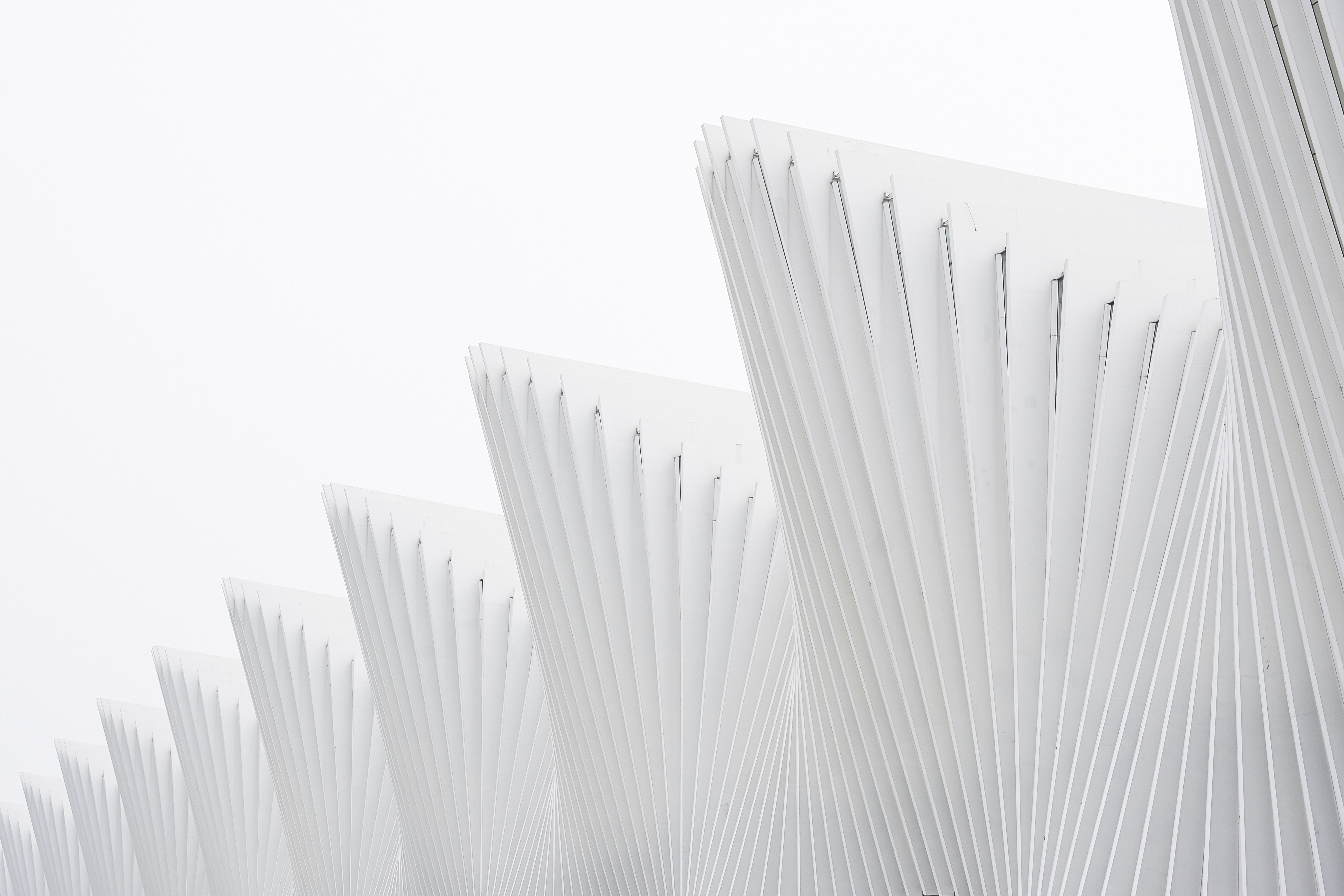
意大利雷焦艾米利亞高鐵站
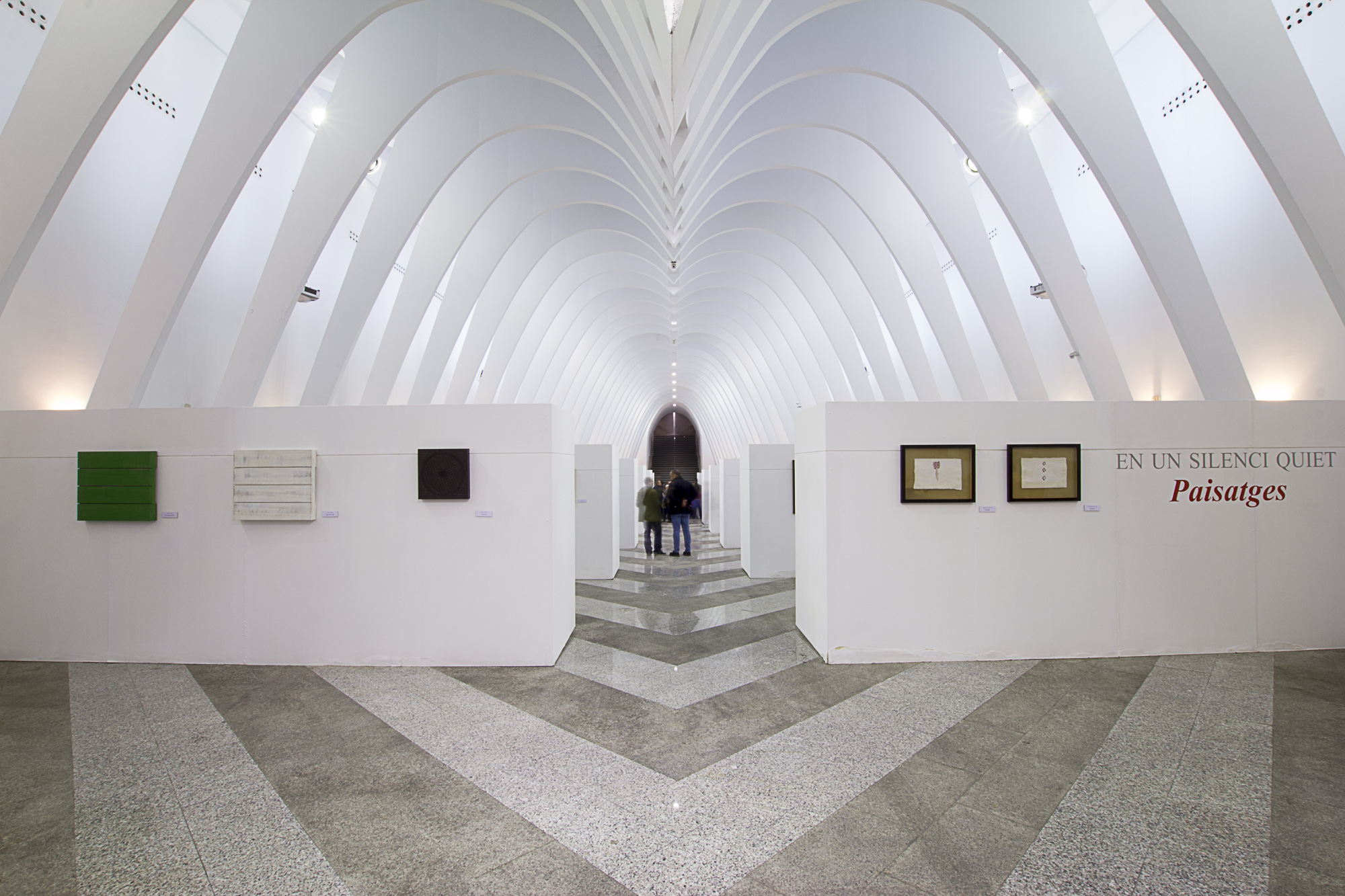
瓦倫西亞聖霍爾迪大廳

## 外部連結
- 官方网站 （页面存档备份，存于）
- 圣地亚哥·卡拉特拉瓦新闻集合 （页面存档备份，存于）